# Bernie Casey
Bernard Terry „Bernie“ Casey (* 8. Juni 1939 in Wyco, West Virginia; † 19. September 2017 in Los Angeles) war ein US-amerikanischer Schauspieler und zuvor American-Football-Spieler.

## Leben
Casey besuchte zunächst die Columbus East Highschool und schloss sein Studium an der Bowling Green State University als Bachelor of Fine Arts ab. Während seines Studiums spielte er im American-Football-Team der Universität und nahm an Wettkämpfen der National Collegiate Athletic Association (NCAA) im Hürdenlauf teil. Er nahm 1960 an den Olympiatrials teil, konnte sich aber nicht qualifizieren.
Im Anschluss an sein Studium wurde Casey Football-Profi in der National Football League (NFL) und spielte von 1961 bis 1966 für die San Francisco 49ers. Es folgte eine Saison für die Los Angeles Rams. Außerhalb der Saison setzte er sein Studium fort und erreichte schließlich den Abschluss als Master.
Casey begann seine Schauspielkarriere in Die Rache der glorreichen Sieben, der zweiten Fortsetzung von Die glorreichen Sieben. Anschließend spielte er in einer Reihe von Blaxploitation-Filmen, unter anderem in Ein Fall für Cleopatra Jones. Er ließ sich allerdings nicht auf diese Schublade festlegen und spielte in der Folge in verschiedensten Genres, so zum Beispiel im Science-Fiction-Film Der Mann, der vom Himmel fiel mit David Bowie, in Filmkomödien wie Spione wie wir und Actionfilmen wie Und wieder 48 Stunden. 1983 spielte er Felix Leiter im inoffiziellen James-Bond-Film Sag niemals nie mit Sean Connery in der Titelrolle. In der Komödie Ghettobusters von Keenen Ivory Wayans karikierte er sich selbst als ehemaligen Footballprofi, der zum Schauspieler wurde. Daneben trat er in verschiedenen Fernsehserien als Gaststar auf und spielte in der Mini-Serie Roots – Die nächsten Generationen. Sein schauspielerisches Schaffen umfasst mehr als 70 Produktionen. Zuletzt trat er 2007 in Erscheinung.
Casey war auch als Maler und Dichter tätig.

## Filmografie (Auswahl)

### Spielfilme
- 1969: Die Rache der glorreichen Sieben (Guns of the Magnificent Seven)
- 1970: …tick… tick… tick… (…tick… tick… tick…)
- 1972: Die Faust der Rebellen (Boxcar Bertha)
- 1973: Ein Fall für Cleopatra Jones (Cleopatra Jones)
- 1976: Der Mann, der vom Himmel fiel (The Man Who Fell to Earth)
- 1976: Das Monster von London (Dr. Black, Mr. Hyde)
- 1977: Ameisen. Die Rache der schwarzen Königin (Ants)
- 1981: Sharky und seine Profis (Sharky’s Machine)
- 1983: Sag niemals nie (Never Say Never Again)
- 1984: Die Rache der Eierköpfe (Revenge of the Nerds)
- 1985: Spione wie wir (Spies Like Us)
- 1988: Ghettobusters (I’m Gonna Git You Sucka)
- 1989: Bill & Teds verrückte Reise durch die Zeit (Bill & Ted’s Excellent Adventure)
- 1990: Und wieder 48 Stunden (Another 48 Hrs.)
- 1992: Alarmstufe: Rot (Under Siege)
- 1995: Die Mächte des Wahnsinns (In the Mouth of Madness)
- 2001: Tomcats

### Fernsehserien
- 1972: Die Straßen von San Francisco (The Streets of San Francisco)
- 1979: Roots – Die nächsten Generationen (Roots: The Next Generations)
- 1985: Alfred Hitchcock präsentiert (Alfred Hitchcock Presents)
- 1989: L.A. Law – Staranwälte, Tricks, Prozesse (L.A. Law)
- 1989: Hunter
- 1989: Mord ist ihr Hobby (Murder, She Wrote)
- 1993: Time Trax – Zurück in die Zukunft (Time Trax)
- 1994: Star Trek: Deep Space Nine
- 1995: Babylon 5
- 1995: seaQuest DSV (SeaQuest DSV)